# Nolan County
Das Nolan County ist ein County im Bundesstaat Texas der Vereinigten Staaten. Das U.S. Census Bureau hat bei der Volkszählung 2020 eine Einwohnerzahl von 14.738 ermittelt. Der Sitz der County-Verwaltung (County Seat) befindet sich in Sweetwater.

## Geographie
Das County liegt etwa 60 km nordwestlich des geographischen Zentrums von Texas und hat eine Fläche von 2367 Quadratkilometern, wovon 5 Quadratkilometer Wasserfläche sind. Es grenzt im Uhrzeigersinn an folgende Countys: Fisher County, Taylor County, Runnels County, Coke County und Mitchell County.

## Geschichte
Nolan County wurde am 21. August 1876 aus Teilen des Bexar County gebildet. Die Verwaltungsorganisation wurde am 10. Januar 1881 abgeschlossen. Benannt wurde es nach Philip Nolan (1771–1801), einem Filibuster, der entsprechende Unternehmungen im damaligen Vizekönigreich Neuspanien, dem heutigen Mexiko, durchführte. Nolan war an verschwörerischen Plänen James Wilkinsons beteiligt, die eine Rebellion im Südwesten der Vereinigten Staaten vorsahen, aber letztendlich nicht umgesetzt wurden. Er führte vier Handelsexpeditionen in das neuspanische Texas, angeblich um Pferde zu handeln, wahrscheinlich handelte es sich jedoch um Filibuster-Operationen. 1800 baute er ein Fort nahe Nacogdoches und wurde im folgenden Jahr von spanischen Soldaten getötet.

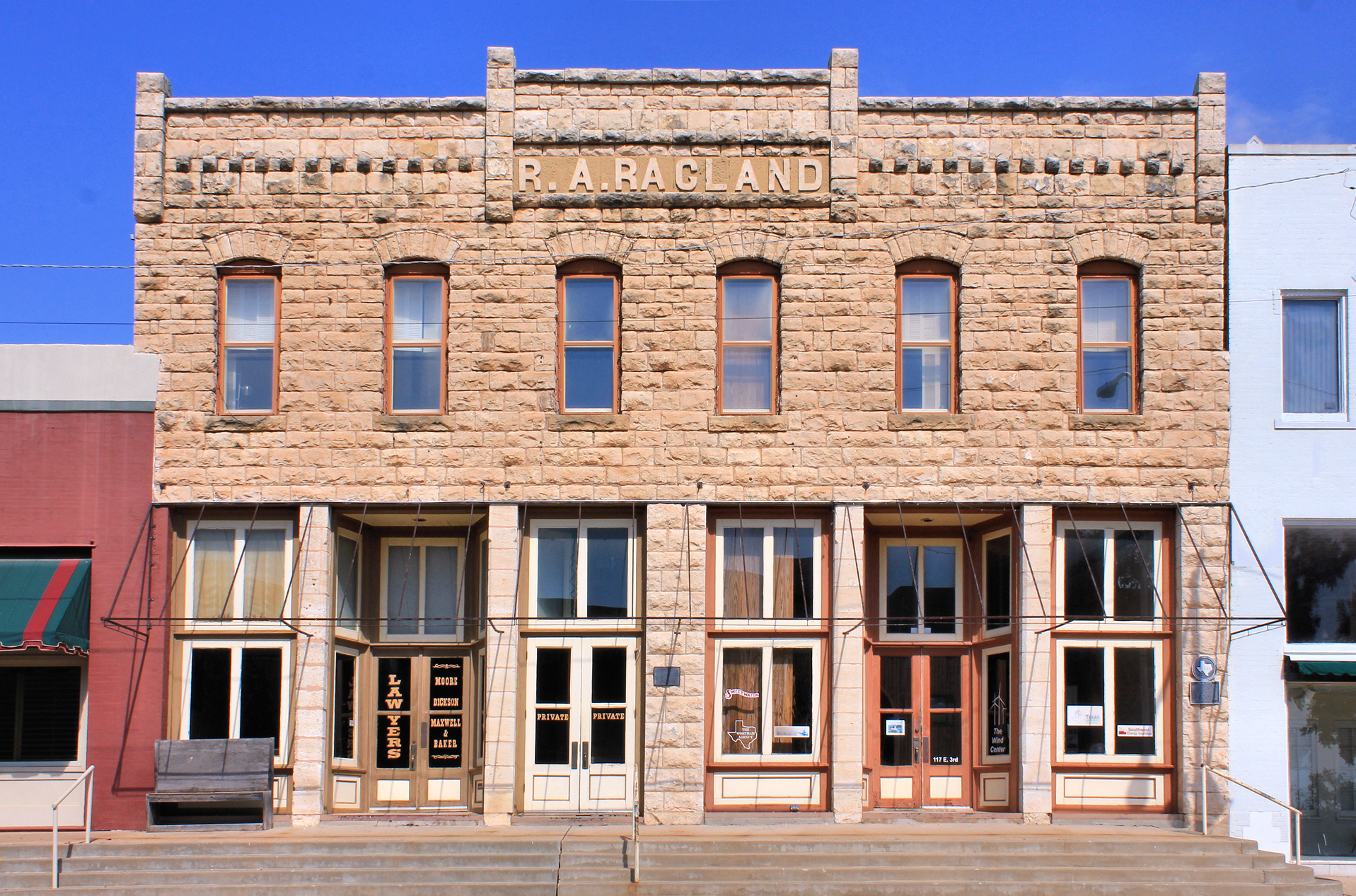
R. A. Ragland Building (2015)

Vier Bauwerke und Bezirke im County sind im National Register of Historic Places („Nationales Verzeichnis historischer Orte“; NRHP) eingetragen (Stand 28. November 2021), darunter das I. M. and Margaret Newman House, das R. A. Ragland Building und der Sweetwater Commercial Historic District.

## Demografische Daten

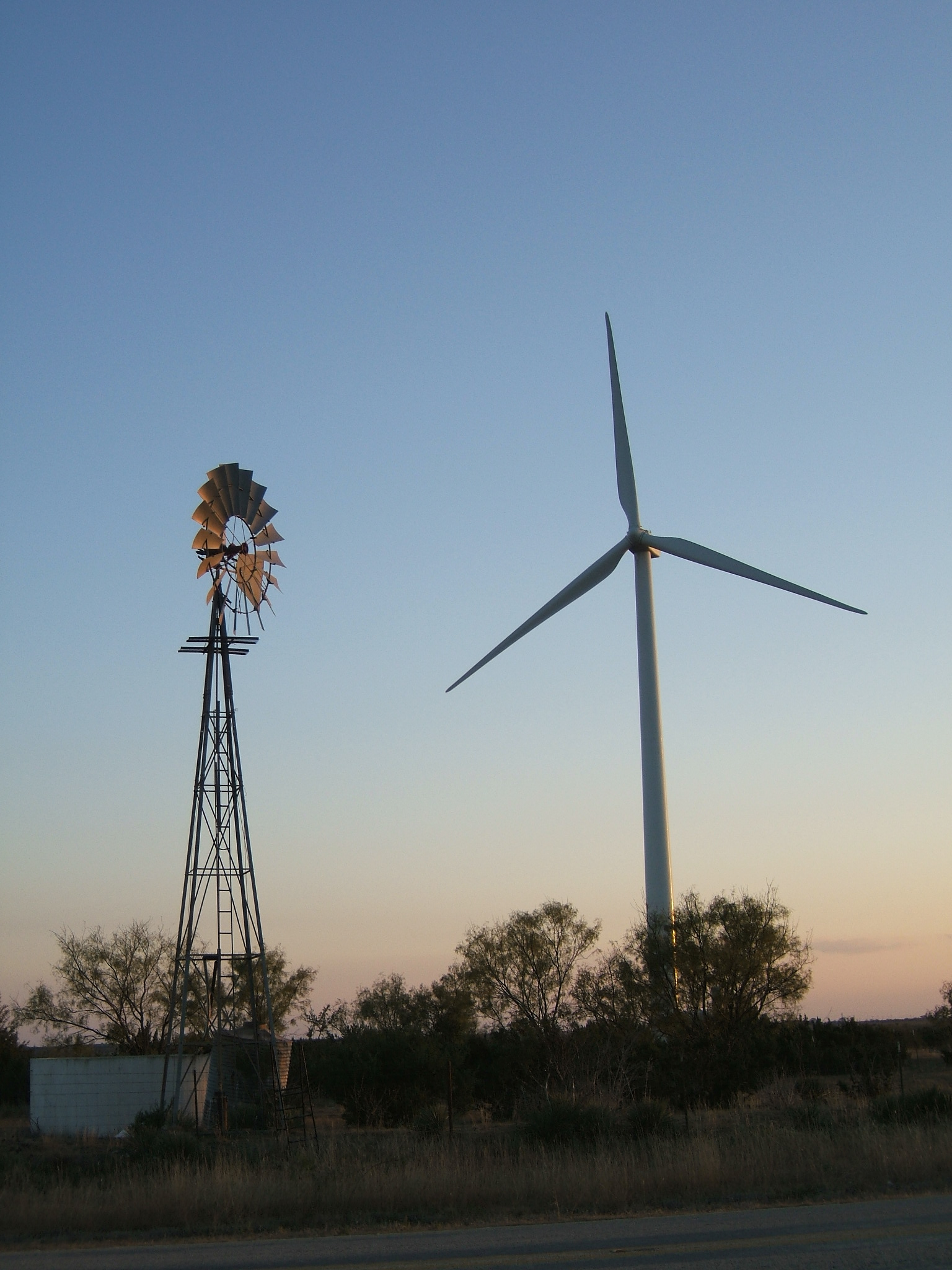
Windkraftanlage und altes Western-Windrad

Nach der Volkszählung im Jahr 2000 lebten im Nolan County 15.802 Menschen in 6.170 Haushalten und 4.288 Familien. Die Bevölkerungsdichte betrug 7 Einwohner pro Quadratkilometer. Ethnisch betrachtet setzte sich die Bevölkerung zusammen aus 78,45 Prozent Weißen, 4,68 Prozent Afroamerikanern, 0,49 Prozent amerikanischen Ureinwohnern, 0,24 Prozent Asiaten, 0,06 Prozent Bewohnern aus dem pazifischen Inselraum und 14,02 Prozent aus anderen ethnischen Gruppen; 2,07 Prozent stammten von zwei oder mehr Ethnien ab. 28,04 Prozent der Einwohner waren spanischer oder lateinamerikanischer Abstammung.
Von den 6.170 Haushalten hatten 32,2 Prozent Kinder oder Jugendliche, die mit ihnen zusammen lebten. 53,0 Prozent waren verheiratete, zusammenlebende Paare 12,6 Prozent waren allein erziehende Mütter und 30,5 Prozent waren keine Familien. 27,1 Prozent waren Singlehaushalte und in 13,4 Prozent lebten Menschen im Alter von 65 Jahren oder darüber. Die durchschnittliche Haushaltsgröße betrug 2,48 und die durchschnittliche Familiengröße betrug 3,01 Personen.
27,1 Prozent der Bevölkerung war unter 18 Jahre alt, 8,5 Prozent zwischen 18 und 24, 25,4 Prozent zwischen 25 und 44, 22,6 Prozent zwischen 45 und 64 und 16,4 Prozent waren 65 Jahre alt oder älter. Das Medianalter betrug 37 Jahre. Auf 100 weibliche Personen kamen 94,7 männliche Personen und auf 100 Frauen im Alter von 18 Jahren oder darüber kamen 91,7 Männer.

Das jährliche Durchschnittseinkommen eines Haushalts betrug 26.209 US-Dollar, das Durchschnittseinkommen einer Familie betrug 32.004 USD. Männer hatten ein Durchschnittseinkommen von 28.674 USD, Frauen 19.335 USD. Das Prokopfeinkommen betrug 14.077 USD. 18,3 Prozent der Familien und 21,7 Prozent der Einwohner lebten unterhalb der Armutsgrenze.

## Orte
- Avenger Village
- Blackwell
- Champion
- Grimes
- Hylton
- Maryneal
- Nolan
- Roscoe
- Shaufler
- Sweetwater
- Tesco
- Wastella